# Willie (Les Simpson)
 (avril 2024).
Si vous disposez d'ouvrages ou d'articles de référence ou si vous connaissez des sites web de qualité traitant du thème abordé ici, merci de compléter l'article en donnant les références utiles à sa vérifiabilité et en les liant à la section « Notes et références ».
Willie le jardinier (en France) ou le concierge Willie (au Québec), de son vrai nom Dr. William McDougal, est un personnage fictif de la série Les Simpson. Il est l'homme d'entretien (ou le concierge dans la version québécoise) et à ce titre aussi le jardinier de l'école élémentaire de Springfield (ou l'école primaire de Springfield dans la version québécoise), roux et à l'accent écossais.

## Histoire
Ses années de dur labeur l'ont étonnamment musclé, ce qui nous est révélé de temps à autre, par exemple lorsqu'il a dû ramper dans les conduits d'aération afin de récupérer Petit Papa Noël (ou Le P'tit Renne au nez rouge dans la version québécoise), le chien de la famille Simpson, qui s'y était égaré. Ayant besoin d'aide pour pouvoir se faufiler dans l'étroit tunnel, il se fait enduire le corps d'huile par la cantinière Doris en ordonnant : « graisse-moi, femme ! ». Dans ce même épisode, on apprend qu'il est originaire de Northkilton, un village près du Loch Ness. Pourtant, Willie affirme plus tard (dans le 13e épisode de la 23e saison) venir de la ville de Kirkwall, dans l'archipel des Orcades. Comme tout écossais, selon le principal Skinner (ou le directeur Skinner dans la version québécoise), Willie est très querelleur.
Dans un épisode, où Bart perd temporairement l'ouïe à la suite d'une réaction allergique à un vaccin, on apprend que Willie est sourd « comme un pot » depuis que la chaudière de l'école avait explosé, lui se trouvant à proximité, dès lors, il avait appris à lire sur les lèvres des gens, ce qui l'entraîne souvent à se méprendre sur les dires des gens en pensant qu'ils ont été médisants à propos de sa mère.
Willie a aussi été fiancé à Shary Bobbins, jusqu'à ce qu'elle ait recouvré la vue à un point tel que, selon les dires de Willie, « brusquement l'homme le plus laid de Glasgow n'était plus assez bien pour elle. »
Dans l'épisode J'aime Lisa, Willie dit qu'il n'a pas pleuré quand son père a été pendu pour avoir volé un cochon. Cependant, dans l'épisode L'amour ne s'achète pas (épisode 21 de la saison 10), Willie se rend en Écosse et rencontre ses parents.
Parmi les passe-temps favoris de Willie, on peut y trouver l'enregistrement vidéo à leur insu de couples dans leur voiture, chose qui sauvera Homer Simpson lorsqu'il sera accusé à tort de harcèlement sexuel dans l'épisode Pervers Homer. Par ailleurs le week-end, il travaille comme jardinier au Sprinfield Glen Country Club.
Willie aurait un passé lourd en Écosse. Dans l'épisode Pour l'amour de Lisa, Willie interpelle le détective privé Dexter Colt en lui faisant comprendre qu'il n'a rien à faire là. Ce dernier s'adresse à lui en disant : « Vous ressemblez étrangement à l'étrangleur d'Édimbourg » (L'étrangleur d'Aberdeen dans la version québécoise). Willie a alors un rictus gêné et laisse le détective tranquille.
Dans un autre épisode, bien que ce soit un épisode spécial Halloween qui est, en tant que tel, à prendre avec prudence, Willie y est décrit comme étant une apparition, son corps charnel ayant été détruit. La tragédie s'est produite lors d'une réunion de parents d'élèves, en hiver (au mois de mars), lorsque Homer a poussé le thermostat au maximum, en dépit d'une note laissée par Willy. La chaudière s'est alors emballée, mettant le feu aux vêtements de Willie. Le jardinier s'est alors dirigé vers la salle ou la réunion se tenait. Le proviseur Skinner a interdit le passage à l'homme en feu, provoquant ainsi sa mort. Quelque temps après, Willie réalise la promesse faite lors de sa mort : s'immiscer dans les rêves des écoliers et les tuer (une référence au personnage de Freddy Krueger). Il y réussit avec Martin, mais est mis en échec par les trois enfants Simpson combattant ensemble contre lui.
Selon l'inspecteur Chalmers, Willie est un malade mental évadé embauché par Seymour Skinner.
Durant l'épisode Willie le gentleman, Willie perd sa cabane à cause d'un ballon d'eau glacé et habite temporairement chez les Simpson. Lisa fait le pari avec Bart que Willie deviendra un homme distingué pour la foire des sciences. Ce que Lisa réussit : Willie se fait nommer C.C. Wellington et ne se fâche plus, cesse les batailles, etc. Mais à un moment, Willie n'en peut plus et fait une crise à cause de Krusty le clown qui le pousse à bout.
Pour en revenir à Chalmers, il précisera à Willie que la salle des profs est bien pour les profs et qu'il n'a rien à faire là. Willie est toujours là-bas.
Durant l'épisode Lisa la reine du drame, on apprend que Willie possède un titre de docteur.
On apprend dans l'épisode Farces et agapes qu'autre fois, Willie aurait été le professeur de Natation de l'école à l'époque ou celle-ci avait encore une piscine. Il perdit son poste et devint le concierge quand le bassin fut rebouché.
Il semblerait qu'il soit xénophobe et surtout anglophobe dans Un gros soûl, des gros sous et C'est moi qui l'ai fait ! par exemple où il dit « Les frères et les sœurs c’est des ennemis naturels ! Comme les Anglais et les Écossais ! Ou les Gallois et les Écossais ! Ou les Japonais et les Écossais ! Ou les Écossais et les autres Écossais... maudits Écossais ils ont détruit l'Écosse !" ou alors "J'ai prit toutes les cacahuètes comme les anglais nous ont pris nos troupeaux et nos femmes en 1291… Après ils nous les ont rendu, ce qui a été pire ! »

## Horror Show
Willie apparaît de façon récurrente dans les épisodes Horror Show. Il est l'un des personnages les plus importants du Horror Show V : dans cet épisode, il est tué d'un coup de hache dans le dos dans chaque séquence (la première fois, par Homer devenu fou par l'absence de bière et de télévision; la seconde fois, par Maggie; et la troisième fois par le proviseur Skinner). À noter la bienveillance de Willie dans cet épisode, tué par trois fois alors qu'il cherchait à sauver ou à aider au moins l'un des membres de la famille Simpson.
Dans l'épisode Simpson Horror Show VI, Willie montre un visage moins reluisant, en incarnant dans la séquence Cauchemar sur Evergreen Terrasse, en incarnant un personnage maléfique attaquant les enfants durant leur sommeil. En effet, Willie est mort lors d'une réunion de parents d'élève en plein hiver: malgré une note laissé par ses soins enjoignant aux parents de ne pas augmenter le chauffage, Homer Simpson ne peut s'empêcher d'augmenter le thermostat, ce qui provoque la surchauffe puis l'explosion de la chaudière de l'école. Les parents d'élèves, trop occupés à écouter Kirk Van Houten, ne daignent même pas l'écouter. Il doit même attendre son tour pour les maudire. Il décide alors de punir les parents de Springfield de leur stupidité en attaquant leurs enfants dans leur sommeil. Il parvient à tuer Martin, mais échoue contre les trois enfants Simpson réunis.